# گراهام هورن
گراهام هورن (انگلیسی: Graham Horn; ۲۳ اوت ۱۹۵۴ – ۲۹ ژوئن ۲۰۱۲) بازیکن فوتبال اهل بریتانیا بود.
از باشگاه‌هایی که در آن بازی کرده‌است می‌توان به باشگاه فوتبال آرسنال، باشگاه فوتبال چارلتون اتلتیک، باشگاه فوتبال لوتون تاون، باشگاه فوتبال برنتفورد، باشگاه فوتبال پورتسموث، باشگاه فوتبال ساوتند یونایتد، و باشگاه فوتبال تورکی یونایتد اشاره کرد.